# Stadio di Gerland
Lo stadio di Gerland (in francese Stade de Gerland) è un impianto sportivo multifunzione francese di Lione.
Prende il nome da Gerland, quartiere sulla riva sinistra del Rodano nel VII arrondissement cittadino.
Edificato nel primo decennio del XX secolo come impianto completamente scoperto, fu inaugurato dopo la prima guerra mondiale; fino metà anni sessanta fu usato anche come velodromo (ciclistico e motoristico) grazie alla pista con cui era equipaggiato.
Nella sua storia di impianto calcistico fu scelto come una delle sedi del campionato mondiale 1938 ma mai utilizzato; nel secondo dopoguerra fu per 65 anni l'impianto interno dell'Olympique Lione e ospitò il campionato europeo 1984 e il mondiale 1998, oltre ad accogliere finale di Coppa delle Coppe 1985-86.
Nel rugby a XIII ospitò una gara della fase a gironi della Coppa del Mondo 1954 e la finale di quella del 1972; nel rugby a XV è altresì dal 2017 lo stadio di casa del Lione (LOU) e a livello internazionale ospitò gare della Coppa del Mondo 2007, oltre alla finale della Challenge Cup 1998-99.
Nel 1967 fu dichiarato monumento storico per comprovata rilevanza artistica e architettonica.
Benché proprietà comunale, è concesso in enfiteusi sessantennale al gruppo GL Events, azionista di maggioranza del LOU.
Dal 2017, a seguito di accordo di sponsorizzazione con la compagnia d'assicurazioni Mutuelle assurance des travailleurs mutualistes (Matmut) è noto come Matmut Stadium de Gerland.

## Storia
La costruzione dello stadio fu approvata con decreto prefettizio il 26 novembre 1913 in un'area del quartiere di Gerland all'epoca nota come la Mouche su terreni comunali acquistati tramite compravendita privata dalla Societé Generale de Gerland; il progetto dello stadio era a firma dell'architetto Tony Garnier.

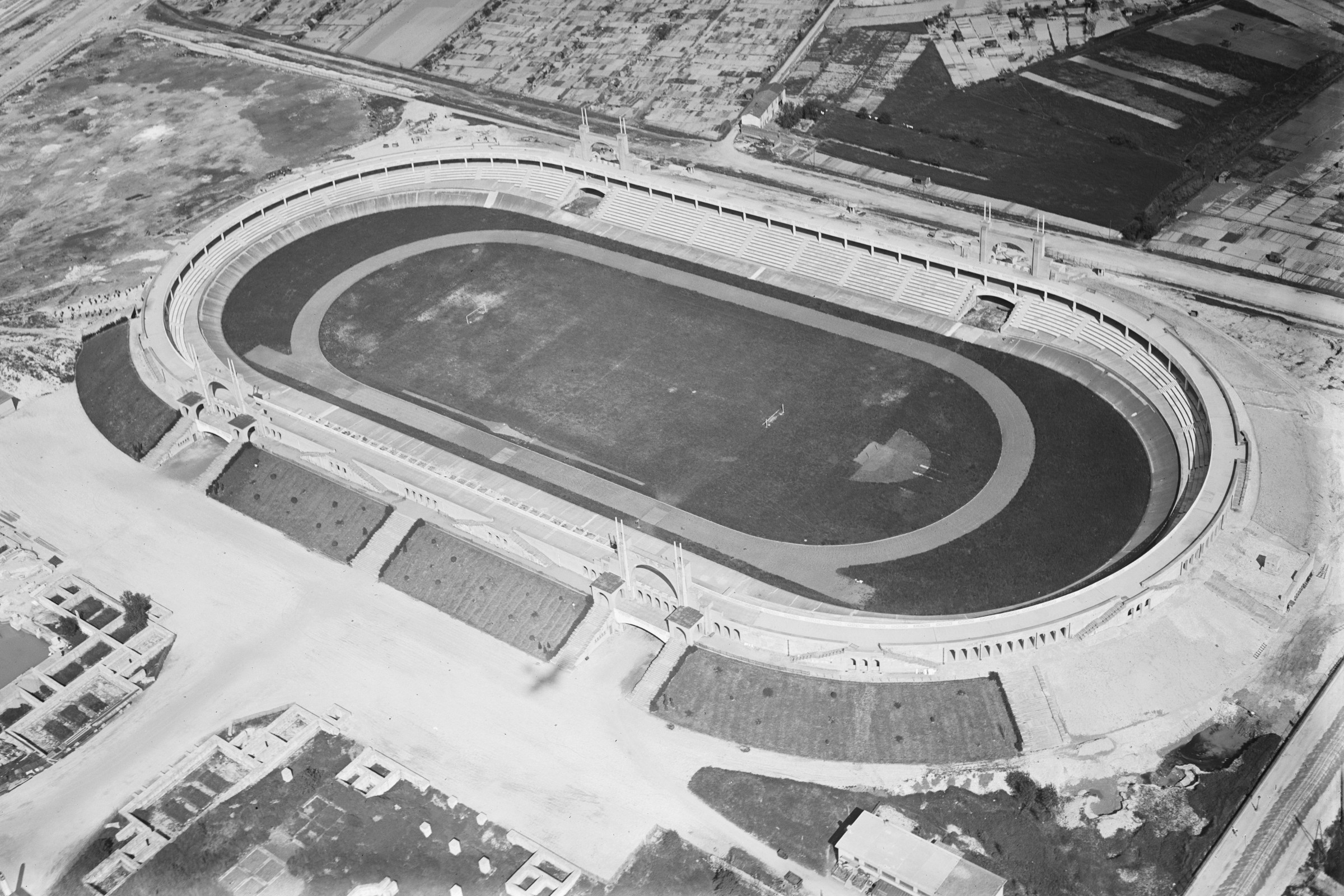
Lo stadio nelle prime fasi della sua costruzione

La Grande Guerra interruppe i lavori; l'inaugurazione ufficiale, a impianto già operativo, avvenne il 23 maggio 1926 in occasione dell'ottava edizione della festa ginnica nazionale, tenutasi a Lione; un anno più tardi fu inaugurata la pista interna a uso podistico, ciclistico e motoristico.
Gerland fu scelto per ospitare una gara del campionato mondiale di calcio 1938 organizzato dalla Francia: il calendario le assegnò Svezia — Austria ma quest'ultimo Paese pochi mesi prima entrò a far parte della Germania nazista con l'Anschluss e l'incontro fu quindi annullato.
Nel 1950 nacque il club calcistico dell'Olympique Lione per scissione dalla polisportiva Lyon Olympique Universitaire (LOU), e Gerland fu da subito la sede d'elezione delle sue gare interne.
Con l'Olympique Lione affittuario fisso dell'impianto, esso divenne progressivamente dedito al calcio e la pista sempre meno necessaria, tanto che essa fu demolita e rimossa a metà anni sessanta, non prima di avere ospitato diversi arrivi di tappa del Tour de France nell'immediato secondo dopoguerra: il primo fu in linea nel 1947 con la vittoria di Lucien Teisseire; altri arrivi di rilievo furono la cronometro individuale Saint-Étienne-Lione nel 1950 vinta da Ferdi Kübler; quello di Jacques Anquetil vincitore di tappa nel 1962 e infine Rik Van Looy nel 1965, con Felice Gimondi che entrò nello stadio in maglia gialla, ultima volta della Boucle a Gerland.
Nel 1967 le quattro grandi porte d'accesso allo stadio furono dichiarate monumento storico.
Nel 1972 fu designato come stadio ospitante la finale della Coppa del Mondo di rugby a XIII tra Australia e Gran Bretagna; la partita terminò 10-10 e i britannici si laurearono campioni mondiali per il miglior punteggio ottenuto nella fase a gironi del torneo.
In occasione dell'assegnazione alla Francia del campionato europeo di calcio 1984, lo stadio di Gerland, uno degli impianti destinati ad accogliere la manifestazione, fu sottoposto a ristrutturazione sotto la supervisione dell'architetto René Gagès che ridisegnò il profilo dell'impianto da stadio greco in una struttura rettangolare con due tribune laterali (chiamate Jean Jaurès e Jean Bouin) coperte vicino al campo di gioco.
Due anni più tardi lo stadio accolse la finale di Coppa delle Coppe 1985-86 in cui la sovietica Dinamo Kiev batté 3-0 gli spagnoli dell'Atlético Madrid.

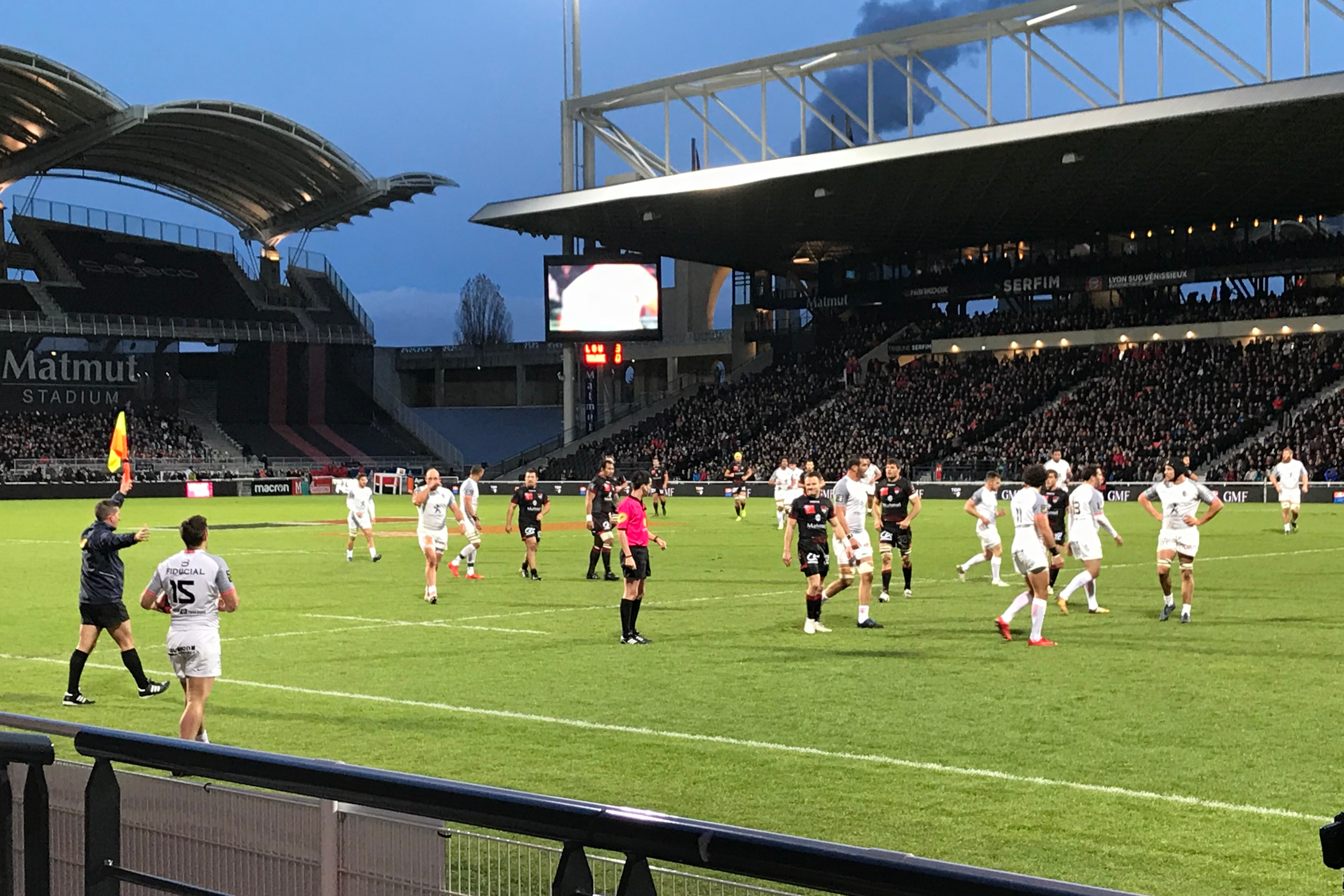
Una fase di — del Top 14 2017-18, prima stagione del rugby a Gerland

Nel decennio successivo, quando alla Francia fu affidata anche l'organizzazione del campionato mondiale di calcio 1998, l'architetto Albert Constantin riprogettò le due tribune sui lati corti e le avvicinò ulteriormente al terreno di gioco, costruendo su entrambe una copertura in struttura metallo-tessile di 4300 m² l'una.
Nel corso del torneo mondiale Gerland ospitò 6 incontri, 5 dei quali nella fase a gironi più il quarto di finale tra Croazia e Germania.
L'anno successivo ivi si tenne la finale della Challenge Cup 1998-99 di rugby tra Bourgoin-Jallieu e Montferrand, vinta da quest'ultima per 35-16.
Nel 2003 Gerland fu una delle tre sedi scelte dalla federcalcio francese per la sesta edizione della FIFA Confederations Cup e ospitò una delle due semifinali del torneo, quella tra Colombia e Camerun, nel corso della quale il calciatore della squadra africana Marc-Vivien Foé morì davanti al pubblico a causa di un attacco cardiaco.
Tutti gli stadi della manifestazione del 1998 furono utilizzati per ospitare la parte francese della Coppa del Mondo di rugby 2007, e l'unica modifica rispetto ad allora, per quanto riguardava Gerland, fu il rifacimento completo del tappeto erboso.
Lo stadio ospitò tre partite della fase a gironi della rassegna rugbistica mondiale.
A fine 2015 l'Olympique Lione lasciò Gerland per trasferirsi al nuovo Parc Olympique Lyonnais  a  Décines-Charpieu, comune della  Metropoli.
Il congedo avvenne il 16 dicembre in occasione degli ottavi di Coppa di Lega 2015-16 contro il Tours battuto 2-1.
A luglio 2016 GL Events, società di gestione eventi sportivi principale azionista del club rugbistico Lyon Olympique Universitaire, rilevò l'impianto con un contratto sessantennale di enfiteusi a partire dal 1º gennaio 2017 e l'impegno alla municipalità di Lione di investire 6 milioni di euro nei primi 3 anni di gestione e altri 40 in lavori di miglioramento tra il 2020 e il 2026, più ulteriori 20 per la ristrutturazione di strutture accessorie.
Dopo 6 mesi di lavori, coordinati sempre da Albert Constantin, lo stadio fu completato in tempo per la stagione di rugby 2017-18, la prima nel nuovo stadio per il LOU; la capacità fu ridotta dai circa 40000 precedenti posti a 35000, furono ricostruiti completamente spogliatoi e servizi igienici, ridisegnate le tribune e ripulite le strutture originali esterne in pietra sotto tutela storica.
Contemporaneamente, fu firmato anche un accordo di naming con la società mutua di assicurazioni Matmut (Mutuelle assurance des travailleurs mutualistes) a seguito del quale l'impianto ha assunto il nome di Matmut Stadium de Gerland.
Al termine della stagione sportiva 2020-21 il Lyon Olympique Universitaire finanziò il rifacimento del tappeto di gioco in erba sintetica; il vecchio prato fu messo in vendita a lotti come souvenir al prezzo di 10 €/m².

## Incontri internazionali di rilievo

### Calcio
| Arbitro: | George Courtney |

|                                      |                      |                                            |
| Lerby 7’                             | Marcatori            | 67’ Maceda                                 |
| Brylle Olsen M. Laudrup Lerby Elkjær | Tiri di rigore 4 – 5 | Santillana Señor Urquiaga V. Muñoz Sarabia |

| Arbitro: | Rune Pedersen |

|  |           |                                 |
|  | Marcatori | 48’ Jarni 80’ Vlaović 85’ Šuker |

| Arbitro: | Markus Merk |

|            |           |  |
| N’Diefi 9’ | Marcatori |  |

### Rugby a 13
| Arbitro: | Georges Jameau |

|                 |    |                     |
| Beetson O’Neill | mt | Stephenson Sullivan |
| Branighan (2)   | tr | Clawson (2)         |

### Rugby a 15
| Arbitro: | Nigel Owens |

|                                                  |      |                  |
| Borges 47’, 56’ Albacete 72’ Martín Aramburú 79’ | mt   |                  |
| F. Contepomi 47’ Hernández 79’                   | tr   |                  |
| F. Contepomi 11’, 34’, 53’                       | c.p. | 1’ Kvirikashvili |